# Pouteria melanopoda
Pouteria melanopoda là một loài thực vật thuộc họ Sapotaceae. Loài này có ở Guyane thuộc Pháp và Suriname.